# Franz Biberstein

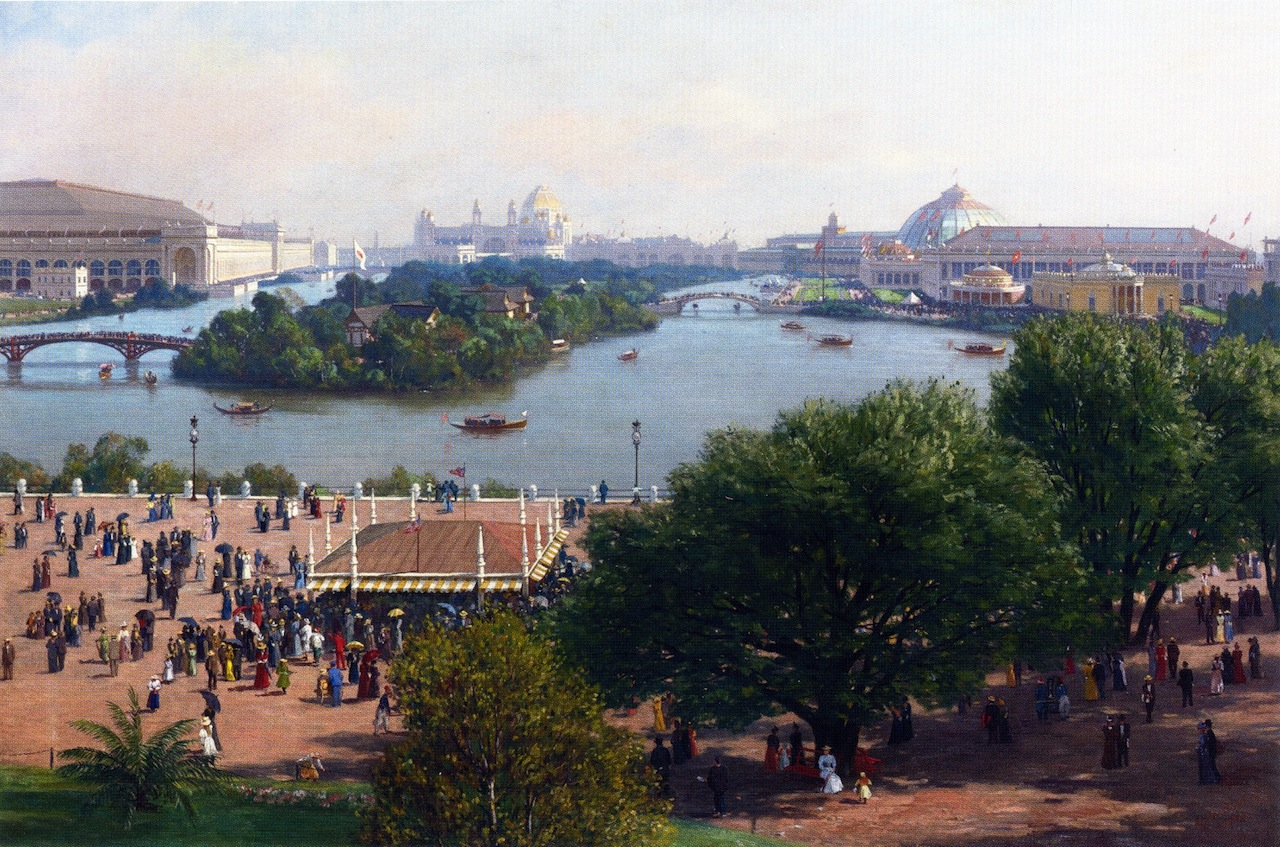
Weltausstellung Chicago 1893

Franz Biberstein (* 1850 in Feldbrunnen-St. Niklaus, Solothurn; † 1930 in Milwaukee, Wisconsin) war ein Schweizer Landschafts-, Panoramen- und Wandmaler, der in den Vereinigten Staaten tätig war.

## Leben und Wirken
Er begann seine Ausbildung beim Schweizer Landschaftsmaler Johann Sütterlin.
Franz Biberstein studierte seit dem 16. April 1869 in der Antikenklasse der Königlichen Akademie der Künste München. Unzufrieden mit dem vorherrschenden Akademismus, brach er sein Studium ab und setzte es an der Großherzoglichen Kunstschule Karlsruhe bei Feodor Dietz fort.
Im Jahre 1880 begann Biberstein in Frankfurt am Main gemeinsam mit August Lohr dem Maler Louis Braun beim Malen des Panoramabildes Die Schlacht von Sedan zu helfen. Das Panorama war für die Ausstellung von 1883 in New Orleans bestimmt.
Biberstein kam 1886 nach Milwaukee, um im Auftrag der von William Wehner gegründeten American Panorama Company weitere Panoramen zu malen.
Er arbeitete dann weiter für die Panoramafirmen Lohr & Heine und Milwaukee Panorama Co.
Von 1898 bis 1900 arbeitete er mit Friedrich Wilhelm Heine, George Peter und Franz Rohrbeck in San Francisco am Bild Schlacht um Manila. Er schuf auch Bühnenbilder für das Stadttheater.
In den späten 1910er Jahren besuchte Franz Biberstein im Auftrag des Vorsitzenden der Kanadischen Eisenbahnen Sir Thomas Shaughnessy das Hochgebirge von British Columbia und schuf dort zahlreiche Landschaftsbilder.
Er war auch als Porträtmaler tätig, aber er bevorzugte die Berglandschaft, die ihn an die Schweizer Alpen erinnerte.